# Apáczai Csere János utca
Apáczai Csere János utca est une rue de Budapest, située dans les quartiers de Belváros et Lipótváros (5e arrondissement).